# خدمتکار مشکوک
خدمتکار مشکوک (کره‌ای: 수상한 가정부) یک مجموعه تلویزیونی کره جنوبی سال ۲۰۱۳ با بازی چوی جی وو، لی سونگ جه، وانگ جی-هه و کیم سو-هیون است. این مجموعه از ۲۳ سپتامبر تا ۲۶ نوامبر ۲۰۱۳، روزهای دوشنبه و سه‌شنبه ساعت ۲۱:۵۵ (کی‌اس‌تی) از اس‌بی‌اس برای ۲۰ قسمت پخش شد.
این مجموعه یک بازخلق از مجموعه تلویزیونی ژاپنی کاسی‌فو نو میتا (۲۰۱۱) است.

## بازیگران
- چوی جی وو در نقش پارک بوک نیو[۳][۴][۵][۶]
- لی سونگ جه در نقش اون سانگ چول[۷]
- کیم سو-هیون در نقش اون هان کیول، فرزند اول
- چه سانگ وو در نقش اون دو کیول، فرزند دوم
- نام دا روم در نقش اون سه کیول، فرزند سوم
- کانگ جی وو در نقش اون هه کیول، فرزند چهارم
- وانگ جی-هه در نقش یون سانگ هوا
- پارک گون هیونگ در نقش وو گوم چی، پدرزن سانگ چول
- شیم یی-یونگ در نقش وو نا یونگ، خواهر زن سانگ چول